# Nacer Boulaajoul
 (mai 2021).
Benacer Boulaajoul (né en 1967 à Rabat) est expert international en sécurité routière et le directeur général de l'Agence nationale de la sécurité routière (NARSA). Il est le premier Arabe et Africain à présider la PRI (La Prévention Routière Internationale) depuis 2015. Benacer Boulaajoul a été nommé à l’unanimité président de l’Observatoire africain de la sécurité routière (ARSO) African Road safety Observatory (ARSO) depuis novembre 2018.

## Biographie

### Formation
Benacer Boulaajoul a obtenu son baccalauréat en mathématiques et physique à Rabat en juin 1987. Il est titulaire d'un diplôme  d’ingénieur d'état en application statistique à l’Institut national de statistique et d'économie appliquée (INSEA) à Rabat en 1996, et d'un master en « management public » de l’Institut supérieur de commerce et d’administration des entreprises (ISCAE). En 2002, il obtient un diplôme en management de la sécurité routière à l’Institut national suédois de recherche sur les routes et les transports, VTI, Linköping à la Suède, ainsi qu’un diplôme sur la prévention des accidents de la route à l’Institut Karolinska à Stockholm.

### Enseignement
Benacer Boulaajoul a assumé de nombreuses formations au profit de différentes institutions, à savoir : l'académie de police, l'école d'ingénierie civile, à l’Institut national de statistique et d'économie appliquée (INSEA) en sus de la modération de séminaires et conférences au profit de sociétés de transport et d'organisations mondiales.

### Carrière
Benacer Boulaajoul devient  chef de la division études, documentation et systèmes d’information du Comité national de la prévention des accidents de la circulation (CNPAC) en 2005. En juin 2012, il devient  secrétaire permanent du Comité national de la prévention des accidents de la circulation. Et en 2019, il a été nommé Directeur général   de l'Agence nationale de la sécurité routière (NARSA).

## Expertise professionnelle

### Expertise internationale en matière de sécurité routière
Il a été co-organisateur de la 30e conférence du CARSP et du 14e Congrès mondial de la Prévention routière internationale (PRI), conférencier de haut niveau à la conférence Transforming Transportation 2019 au siège de la Banque mondiale à Washington, D.C., formateur à l’atelier de la "vital registration" de l’OMS à Tunis. Il a également été membre du premier Groupe de travail Afrique-Europe sur les transports et la connectivité sur la sécurité routière de Mars à juin 2019, conférencier de haut niveau à la 22e Conférence du Conseil international sur l'alcool, les drogues et sécurité routière (T2019), au Centre des congrès d’Edmonton, au Canada, co-organisateur de la Conférence internationale sur la sécurité routière : gestion de la sécurité routière de la flotte de transport à Abu Dhabi aux émirats arabes unis, membre du Comité consultatif international pour la 3ᵉ Conférence ministérielle mondiale   sur la sécurité routière, 20 novembre 2018 Genève–Suisse et le 4 juin 2019 à Stockholm-Suède.
Par ailleurs, Benacer Boulaajoul a été co-organisateur avec la Banque mondiale du premier forum africain sur la sécurité routière, du 13 au 15 novembre 2018 à Marrakech ; un événement qui a connu la participation de 20 ministres africains, 2 ministres européens, le chef du gouvernement marocain, les organisations mondiales et 1200 experts de 75 pays des cinq continents. Il a organisé également la 13ᵉ Conférence mondiale du PRI, à Tunis 2017 et la 12ᵉ Conférence mondiale du PRI à Marrakech en 2012.
Benacer Boulaajoul a été à la tête de nombreux projets internationaux sur la sécurité routière entre le Maroc et d’autres institutions internationales telles que : la Banque mondiale, le SSATP, l'OMS, la Commission des Nations unies pour la sécurité routière - UNRSC, UNECA, Commission de l’Union africaine, Agence suédoise de développement international (SIDA), SWEROAD, SWOV Institute – Pays-Bas, Prévention Routière Française, IFSTTAR – France, Automobile Club d’Italie, Forum international des transports – ITF, IRTAD, Traffic Injury Research Foundation (TIRF) – Canada , Association canadienne des professionnels de la sécurité routière (CARSP), Association québécoise des transports (AQTr), etc.

### Publications
- Nacer Boulaajoul, Master Thesis : La balanced scorecard au service du pilotage de la performance au sein du CNPAC, Rabat, ISCAE, 2011.
- Nacer Boulaajoul, La sécurité routière au Maroc : Bilan et Perspective, United Nation Economic Commission for Africa, 2010.
- Nacer Boulaajoul, Engineering thesis : Stratification, approche clasique et bayesienne en technique de sondage, Rabat, Institut National de Statistiques et d’Economie Appliquée (INSEA), février 1996.

### Études scientifiques
- Nacer Boulaajoul, Identification des zones d’accumulation des accidents de la circulation en milieu urbain en utilisant les Systèmes d’Informations Géographiques. Étude de cas : Ville de Casablanca, Thème 12 : Assurer la mobilité dans les villes
- Nacer Boulaajoul, Essai de modélisation du risque routier au Maroc, les modèles de gravité, INSEA-CNPAC
- Nacer Boulaajoul, Typologie des Accidents de la circulation au Maroc : Étude Taxonomique, INSEA-CNPAC
- Nacer Boulaajoul, Application de la Méthode Box & Jenkins aux séries chronologiques des accidents, tués et blessés, INSEA-CNPAC

### Rapports
- B. Boulaajoul, State of Traffic Accidents and victims during 10 years in Morocco, CNPAC, 2006.
- B. Boulaajoul et A. Bardan, Evaluation de l’opération de communication directe auprès des usagers de la route, Enquête auprès de 1200 usagers, 2004.
- Dr Dalhested et Boulaajoul, Benjeloune, New application form for collecting data of traffic accident, DRCR-CNPAC-SWEROAD, 2001.
- B. Boulaajoul, Evaluation de l’opération sécurité des piétons en milieu urbain, Rabat et Casablanca, années 1999, 2000.